# Kazimierz Dola
Kazimierz Stanisław Dola (ur. 18 października 1934 w Zabrzu) – ksiądz, protonotariusz apostolski (infułat), profesor (od 1996), historyk dziejów Kościoła, szczególnie zainteresowania jego obejmują dzieje Kościoła na Śląsku oraz Kościoła powszechnego z okresu starożytności i średniowiecza, jak również czasy reformacji.

## Życiorys
28 grudnia 1957 w Zabrzu przyjął święcenia kapłańskie. W latach 1983–1994 pełnił funkcję rektora Wyższego Seminarium Duchownego w Nysie. Do 2005 kierownik Katedry Historii Kościoła i Patrologii Wydziału Teologicznego Uniwersytetu Opolskiego. Mieszka w Nysie przy parafii Św. Franciszka z Asyżu.
Od 3 maja 2009 celebrans mszy w nadzwyczajnej formie rytu rzymskiego w kościele Św. Sebastiana w Opolu.
W 2011 został laureatem Nagrody im. Wojciecha Korfantego.

## Publikacje
- Szpitale w średniowiecznej Polsce pod zarządem kościelnym (Rzym 1972)
- Wrocławska kapituła katedralna w XV wieku. Ustrój – skład osobowy – działalność (Lublin 1983)
- Dzieje Kościoła na Śląsku, cz. 1, Średniowiecze (Opole 1996)
- Maria Franciszka Werner (1817-1885): współzałożycielka i druga przełożona generalna Zgromadzenia Sióstr św. Elżbiety (CSsE): życie i dzieło, sylwetka duchowa, pamięć pośmiertna (Opole 2006)